# Sid Sings
Sid Sings è un album dal vivo del cantante britannico Sid Vicious, pubblicato postumo il 15 dicembre 1979. 

## Descrizione

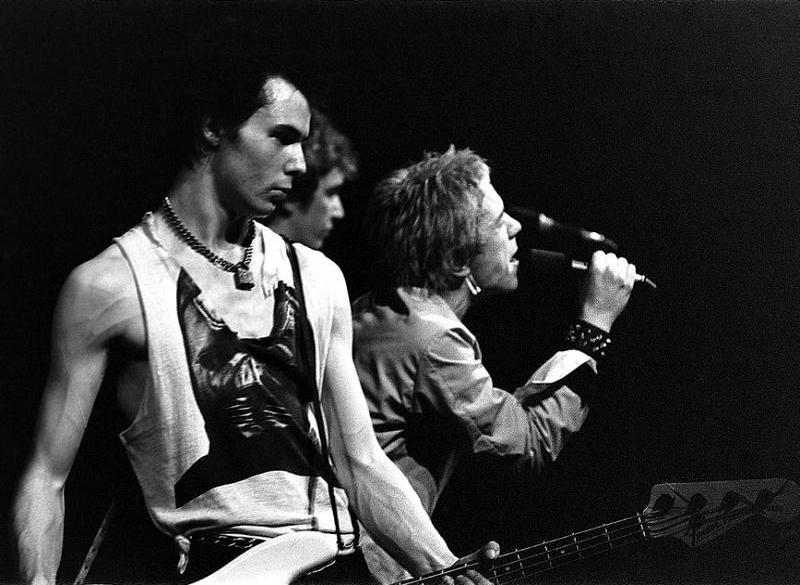
Sid Vicious al basso durante il periodo con i Sex Pistols.

Il materiale che costituisce l'album proviene quasi del tutto da registrazioni dal vivo di bassa qualità relative ad un concerto tenuto al Max's Kansas City di New York il 30 settembre 1978.
La versione della canzone di Johnny Thunders Born to Lose presente sull'album proviene da un concerto dei Sex Pistols svoltosi a Huddersfield, il 25 dicembre 1977.
My Way proviene invece da una sessione in sala di registrazione tenutasi a Parigi con musicisti di studio francesi. La versione remixata della canzone fu pubblicata come singolo e inclusa nell'album The Great Rock 'n' Roll Swindle con una diversa traccia vocale proveniente da un'altra take, un assolo di chitarra sovrainciso da Steve Jones ed un accompagnamento d'archi, arrangiati da Simon Jeffes. Nel video della canzone presente nel film, è presente una versione di My Way con il cantato di Vicious preso da Sid Sings sovrapposto alla versione strumentale del brano inclusa in The Great Rock and Roll Swindle. Esiste infine un terzo nastro demo della canzone incluso nell'album Too Fast to Live, intitolato My Way (Take 3).
Pubblicato dalla Virgin Records, l'album raggiunse la posizione numero 30 in classifica nel Regno Unito.
L'album contiene i due singoli My Way e Something Else cantati da Vicious. Queste due canzoni erano state già incluse in precedenza nell'album della colonna sonora del film The Great Rock 'n' Roll Swindle insieme a C'mon Everybody, che invece non compare in Sid Sings. Tutti i brani sono stati registrati dal vivo, tranne My Way.
Per anni si è ipotizzato che Mick Jones dei The Clash avesse suonato sull'album. Nel 2007 i suoi due set con Vicious, risalenti al 7 settembre 1978, sono stati pubblicati su CD nel doppio album Sid Lives della Jungle Records.

## Tracce
1. Born to Lose (Johnny Thunders)
2. I Wanna Be Your Dog (The Stooges)
3. Take A Chance On Me (The Heartbreakers)
4. (I'm Not Your) Steppin' Stone (Tommy Boyce/Bobby Hart)
5. My Way (Paul Anka, versione alternativa senza gli archi)
6. Belsen Was a Gas (Sid Vicious/Sex Pistols)
7. Something Else (Eddie Cochran)
8. Chatterbox (Johnny Thunders)
9. Search and Destroy (The Stooges)
10. Chinese Rocks (Richard Hell/Dee Dee Ramone)
11. My Way (I Killed The Cat) (versione dal vivo più breve di My Way)

## Formazione
- Sid Vicious - voce, basso (traccia 1)
- Paul Cook - batteria (traccia 1)
- Steve Jones - chitarra e cori (traccia 1)
- Arthur Kane - basso
- Steve Dior - chitarra
- Jerry Nolan - batteria
- Claude Engel - chitarra (traccia 5)
- Sauveur Mallia - basso (traccia 5)
- Pierre-Alain Dahan - batteria (traccia 5)